# Бег до Варена
Лет до Варена назив је за покушај бекства из Париза краља Луја XVI. Одиграо се од 21. до 23. јуна 1791. године, а завршен је неуспехом. Француски грађани су ухватили краља у пограничном градићу Варену по коме је догађај и добио назив.

## Бекство
У пролеће 1791. године почело се говорити да се увелико спрема краљево бекство. И доиста, 21. јуна 1791. године Париз је сазнао да је краљ побегао. У првим тренуцима Париз је био запрепашћен мислећи да ће краљ довести војску и растерати револуционаре. Потом су грађани почели да се наоружавају, слично догађају који је претходио паду Бастиље. Уставотворна скупштина је у званичном саопштењу казала да је краљ отет. 23. јуна недалеко од границе, близу градића Варена старешина поштанске станице препознао је краља преобученог у лакеја. Убрзо се тамо окупило неколико хиљада људи и захтевала да се краљ врати у Париз. Тако је краљ у пратњи народа одведен у Париз. Правдао се тако што је рекао да су га отели. 

## Последице
Није било сумње у краљеве намере. Краљев покушај бега допринео је јачању демократског покрета. Кордиљери захтевају од Уставотворне скупштине да прогласи републику. Скупштина је смислила причу о отмици краља. Луј је ослобођен оптужби упркос Робеспјеровим протестима. Кордиљери су се окупили 17. јула 1791. године на Марсовом пољу са намером да потпишу републиканску петицију. Скупштина је, правдајући се неким немирима, оружјем растерала масу. Национална гарда је без опомене пуцала на масу. Страдало је педесетак људи. Више демократских новина престало је излазити, а кордиљерски клуб је затворен. Конзервативни део Јакобинаца одвојио се и формирао посебни клуб фејантинаца. Робеспјер је без размишљања пришао јакобинцима, док су фајетисти и ламетисти (спојени у фејантинце) и уставотворци били спремни на споразум са краљем. Краљ се поново заклео на верност нацији и прихватио је устав из 1791. године.